# Alex Aranburu
Alexander Aranburu Deba (Ezkio-Itsaso, 19 september 1995) is een Spaans wielrenner en voormalig veldrijder die sinds 2025 rijdt voor Cofidis.

## Carrière
In 2015 werd Aranburu tiende in de Ronde van Portugal van de Toekomst. Mede door dit resultaat mocht hij per 31 juli stage lopen bij Murias Taldea. Diezelfde dag stond Aranburu namens die ploeg al aan de start van de Circuito de Getxo, waarin hij twintigste zou worden. Een jaar later werd hij in die koers achtste en zeventiende in de wegwedstrijd voor beloften op het Europese kampioenschap. Aan het eind van 2016 tekende hij een tweejarig profcontract bij Caja Rural-Seguros RGA.
Zijn debuut voor de Spaanse formatie maakte Aranburu in de Challenge Mallorca, waar een negende plaats in de derde manche zijn beste klassering was. Later dat jaar werd hij onder meer zevende in het eindklassement van de Ronde van Gévaudan Languedoc-Roussillon. In 2019 won hij een etappe in zowel de Ronde van Madrid en de Ronde van Burgos en werd hij tweemaal tweede in de Ronde van Spanje. Met deze prestaties verdiende hij een contract bij Astana Pro Team.

## Veldrijden

### Palmares
| Seizoen   | Wereldbeker | WK       | EK       | SK       | Overige           | Totaal aantal zeges |          |
| Junioren  | Junioren    | Junioren | Junioren | Junioren | Junioren          | Junioren            | Junioren |
| --------- | ----------- | -------- | -------- | -------- | ----------------- | ------------------- | -------- |
| 2011-2012 |             |          |          | 13e      |                   | 0                   |          |
| 2012-2013 |             | 47e      |          | Zilver   | Karrantza, Igorre | 2                   |          |
| Beloften  |             |          |          |          |                   |                     |          |
| 2013-2014 |             |          |          | Brons    |                   | 0                   |          |

## Wegwielrennen

### Overwinningen
2018
Circuito de Getxo
2019
2e etappe Ronde van Madrid
4e etappe Ronde van Burgos
Puntenklassement Ronde van Burgos
2021
2e etappe Ronde van het Baskenland
2022
2e etappe Ronde van de Limousin-Nouvelle-Aquitaine
Eindklassement Ronde van de Limousin-Nouvelle-Aquitaine
2024
Puntenklassement Ronde van het Baskenland
4e etappe Ronde van België
 Spaans kampioen op de weg, elite
2025
3e etappe Ronde van het Baskenland

### Resultaten in voornaamste wedstrijden
| Jaar | Ronde van Italië | Ronde van Frankrijk | Ronde van Spanje |
| ---- | ---------------- | ------------------- | ---------------- |
| 2018 |                  |                     | 108e             |
| 2019 |                  |                     | 94e              |
| 2020 |                  |                     | 75e              |
| 2021 |                  | 74e                 | opgave           |
| 2022 |                  |                     |                  |
| 2023 |                  | 52e                 |                  |
| 2024 |                  | 71e                 |                  |
| 2025 |                  | 81e                 |                  |

| Jaar | Milaan-San Remo | Gent-Wevelgem | Ronde van Vlaanderen | Amstel Gold Race | Luik-Bast.‑Luik | Ronde van Lombardije | Omloop Het Nieuwsblad | Clásica San Sebastián | Waalse Pijl |  | WK op de weg |
| ---- | --------------- | ------------- | -------------------- | ---------------- | --------------- | -------------------- | --------------------- | --------------------- | ----------- |  | ------------ |
| 2018 |                 |               |                      |                  |                 |                      |                       | 22e                   |             |  |              |
| 2019 |                 |               |                      |                  |                 |                      |                       | 39e                   |             |  |              |
| 2020 | 7e              |               |                      |                  |                 | 81e                  | opgave                |                       |             |  |              |
| 2021 | 7e              |               |                      | 11e              | 21e             |                      | 6e                    |                       | 13e         |  | opgave       |
| 2022 | 13e             | 25e           | 20e                  | 19e              |                 |                      | 13e                   | opgave                |             |  |              |
| 2023 | 26e             |               |                      | 31e              | 71e             |                      |                       | 7e                    | 13e         |  | 19e          |
| 2024 |                 |               |                      | 113e             | 14e             |                      | opgave                | 54e                   | opgave      |  | 58e          |
| 2025 | 15e             |               |                      | opgave           | 15e             |                      |                       | 23e                   | 46e         |  |              |

## Ploegen
- 2015 –  Murias Taldea (stagiair vanaf 31-7)
- 2016 –  Euskadi Basque Country-Murias
- 2017 –  Caja Rural-Seguros RGA
- 2018 –  Caja Rural-Seguros RGA
- 2019 –  Caja Rural-Seguros RGA
- 2020 –  Astana Pro Team
- 2021 –  Astana-Premier Tech
- 2022 –  Movistar Team
- 2023 –  Movistar Team
- 2024 –  Movistar Team
- 2025 –  Cofidis

Bagües · Barrenetxea · Bizkarra · Bravo · Estévez · García · González · Insausti · Intziarte · Lizarralde · Orbe · Txoperena · Aranburu (stagiair)
Aranburu · Bagües · Barrenetxea · Bizkarra · Bravo · Estévez · Ad. González · Ai. González · Insausti · Iturria · Lizarralde · Olaberria · Txoperena · Udondo · Irizar (stagiair) · Rodríguez (stagiair)
Aranburu · Arroyo · Benito · Butler · Celano · Ferrari · Irisarri · Lastra · Mas · Molina · Oien · Page · Pardilla · Prades · Reis · Rosón · Rubio · Sáez · Schultz · Trofimov · Zabala · Pelegrí (stagiair) · Serrano (stagiair) · Sola (stagiair)
Amezqueta · Aranburu · Benito · Celano · Cuadros · Ferrari · Irisarri · Lastra · Mas · Molina · Moreira · Oien · Pardilla · Reis · Rodríguez · Schultz · Serrano · Silva · Soto · Yssaad · Zabala
Aberasturi · Amezqueta · Aranburu · Banaszek · Cañellas · Cepeda · Tsjernetski · Cuadros · Gonçalves · González · Irisarri · Lastra · Malucelli · Molina · Mora · Moreira · Nicolau · Pardilla · Rodríguez · Serrano · Soto · Lazkano (stagiair) · Martín (stagiair) · Pascual (stagiair)
Aranburu · Bïjigitov · Boaro · Bohórquez · Contreras · De Vreese · Felline · Fominykh · Fraile · Fuglsang · Gïdïç · Gregaard · Groezdev · Houle · G. Izagirre · J. Izagirre · Kudus · Loetsenko · López · Martinelli · Natarov · Pronskïÿ · Rodríguez · Sánchez · Stalnov · Tejada · Vlasov · Zacharov
Aranburu · Battistella · Boaro · Broesenski · Contreras · de Bod · Fjodorov · Felline · Fraile · Fuglsang · Gïdïç · Gregaard · Groezdev · Houle · G. Izagirre · J. Izagirre · Kudus · Loetsenko · Martinelli · Natarov · Perry · Piccolo tot 31 mei · Pronskïÿ · Rodríguez · Romo · Sánchez · Sobrero · Stalnov · Tejada · Vlasov · Zacharov
Aranburu · Arcas · Barta · Elosegui · Erviti · García · González · Hollmann · Izagirre · Jacobs · Jorgenson · Kanter · Lazkano · E. Mas · L. Mas · Mühlberger · Norsgaard · Oliveira · Pedrero · Rangel Costa · Rodríguez · Rojas · Rubio · Samitier · Serrano · Sosa · Torres · Valverde · Verona
Aranburu · Arcas · Barta · Erviti · García · Gaviria · González · Guerreiro · Hollmann · Izagirre · Jacobs · Jorgenson · Kanter · Lazkano · E. Mas · L. Mas · Mühlberger · Norsgaard · Oliveira · Pedrero · Rangel Costa · Rodríguez · Rojas · Romeo · Rubio · Samitier · Serrano · Sosa · Torres · Verona
Aranburu · Arcas · Barrenetxea · Barta · Canal · Cavagna · Cimolai · Formolo · García · Gaviria · Guerreiro · Jacobs · Lazkano · Mas · Milesi · Moro · Mühlberger · Norsgaard · Oliveira · Pedrero · Quintana · Rangel Costa (tot 19/8) · Romeo · Romo · Rubio · Samitier · Serrano · Sosa · Torres
Allegaert · Aniołkowski · Aranburu · Buchmann · Carr · Coquard · De Gendt · Debeaumarché · Ferron · Finé · Fretin · Herrada · Izagirre · Izquierdo · Knight · Lastra · Maas · Mahoudo · Maisonobe · Moniquet · Oldani · Ourselin · Perez · Renard · Robeet · Samitier · Teuns · Thomas · Toumire · Touzé